# Fresne-l'Archevêque
Fresne-l'Archevêque és un municipi francès situat al departament de l'Eure i a la regió de Normandia. L'any 2007 tenia 471 habitants.

## Demografia

### Població
El 2007 la població de fet de Fresne-l'Archevêque era de 471 persones. Hi havia 180 famílies, de les quals 45 eren unipersonals (12 homes vivint sols i 33 dones vivint soles), 53 parelles sense fills, 74 parelles amb fills i 8 famílies monoparentals amb fills.
La població ha evolucionat segons el següent gràfic:
Habitants censats

### Habitatges
El 2007 hi havia 197 habitatges, 178 eren l'habitatge principal de la família, 12 eren segones residències i 7 estaven desocupats. 195 eren cases i 2 eren apartaments. Dels 178 habitatges principals, 159 estaven ocupats pels seus propietaris, 16 estaven llogats i ocupats pels llogaters i 2 estaven cedits a títol gratuït; 4 tenien dues cambres, 26 en tenien tres, 66 en tenien quatre i 82 en tenien cinc o més. 138 habitatges disposaven pel capbaix d'una plaça de pàrquing. A 75 habitatges hi havia un automòbil i a 90 n'hi havia dos o més.

### Piràmide de població
La piràmide de població per edats i sexe el 2009 era:
| Homes | Edats   | Dones |
| ----- | ------- | ----- |
| 0     | 95 o +  | 0     |
| 0     | 90 a 94 | 0     |
| 0     | 85 a 89 | 4     |
| 0     | 80 a 84 | 0     |
| 8     | 75 a 79 | 4     |
| 8     | 70 a 74 | 20    |
| 8     | 65 a 69 | 20    |
| 0     | 60 a 64 | 8     |
| 8     | 55 a 59 | 4     |
| 24    | 50 a 54 | 16    |
| 8     | 45 a 49 | 16    |
| 24    | 40 a 44 | 16    |
| 20    | 35 a 39 | 20    |
| 16    | 30 a 34 | 20    |
| 12    | 25 a 29 | 4     |
| 8     | 20 a 24 | 12    |
| 12    | 15 a 19 | 16    |
| 24    | 10 a 14 | 20    |
| 20    | 5 a 9   | 12    |
| 8     | 0 a 4   | 4     |

## Economia
El 2007 la població en edat de treballar era de 305 persones, 233 eren actives i 72 eren inactives. De les 233 persones actives 221 estaven ocupades (119 homes i 102 dones) i 12 estaven aturades (3 homes i 9 dones). De les 72 persones inactives 20 estaven jubilades, 26 estaven estudiant i 26 estaven classificades com a «altres inactius».

### Ingressos
El 2009 a Fresne-l'Archevêque hi havia 198 unitats fiscals que integraven 551 persones, la mediana anual d'ingressos fiscals per persona era de 17.796 €.

### Activitats econòmiques
Dels 9 establiments que hi havia el 2007, 1 era d'una empresa extractiva, 1 d'una empresa de construcció i 7 d'empreses de comerç i reparació d'automòbils.
Dels 2 establiments comercials que hi havia el 2009, 1 era una llibreria i 1 una botiga d'electrodomèstics.
L'any 2000 a Fresne-l'Archevêque hi havia 13 explotacions agrícoles que ocupaven un total de 666 hectàrees.

## Equipaments sanitaris i escolars
El 2009 hi havia una escola maternal integrada dins d'un grup escolar amb les comunes properes formant una escola dispersa.

## Poblacions més properes
El següent diagrama mostra les poblacions més properes.